# Leda Valladares
Leda Valladares (21 décembre 1919 - 13 juillet 2012) est une chanteuse, auteure-compositrice, musicologue, poétesse et folkloriste argentine.

## Biographie
Née à San Miguel de Tucumán, elle grandit influencée à la fois par la musique classique européenne et par la musique des peuples autochtones de la région. Dès son jeune âge, elle étudie le piano et à l'adolescence elle crée un groupe avec son frère qui explore la musique folk, le jazz et le blues. Elle publie des œuvres de poésie tout au long de sa vie. Bien qu'elle ait commencé ses études universitaires à l'université nationale de Tucumán avec une spécialisation en anglais, elle s'oriente vers la philosophie et l'éducation, obtenant son diplôme en 1948. Sa scolarité est interrompue par une incursion dans l'étude de la musique à l'Académie des Beaux-Arts et dans une recherche indépendante sur les interprètes de musique folklorique traditionnelle.
Une fois diplômée, elle enseigne pour une courte période avant de déménager à Paris au début des années 1950 et de former un duo de musique avec María Elena Walsh. Elles chantent dans la tradition folklorique argentine pendant quatre ans dans des cafés et des cabarets. Elles reviennent en Argentine après la révolution libératrice de 1956. La musique folklorique connaît alors peu d'engouement dans l'Argentine de l'époque, et bien qu'elles continuent à jouer et à sortir des albums, leur public reste limité. Les deux femmes se séparent en 1962 et Leda Valladares se lance dans une documentation de la musique folklorique argentine. Son travail entre 1960 et 1974 débouche sur une série d'albums documentaires, Mapa musical de la argentina (Carte musicale de l'Argentine), où est enregistrée et préservée la musique folklorique de diverses régions du pays.
À partir des années 1970, elle s'efforce de construire un lien avec des musiciens dans d'autres styles, comme le rock, afin de s'opposer à la commercialisation de la musique. À la fin de la dictature argentine en 1983, elle rejoint le Mouvement pour la reconstruction et le développement de la culture nationale et travaille à la préservation de l'héritage musical du pays. Sa dernière grande œuvre América en Cueros, présente plus de 400 chansons folkloriques des Amériques et lui vaut d'être reconnue membre d'honneur de l'UNESCO. Elle reçoit un prix Konex en 1984, 1994 et 2005 et est la première lauréate du Prix national d'ethnologie et de folklore, décerné en 1996.

### Poésie
- (es) Fryda Schultz de Mantovani, Leda Valladares et Elena Duncan, La estrella en la rosa; poemas, La Plata, Argentina, 1943 (OCLC 31424432)
- (es) Leda Valladares, Se llaman llanto o abismo: poemas, Tucumán, Argentina, 1944 (OCLC 28769499)
- (es) Leda Valladares et Enrique Anderson Imbert, Yacencia, Mexico City, Cuadernos Americanos, 1954 (OCLC 25360692)
- (es) Leda Valladares, Mutapetes: arranques de una lapicera, Buenos Aires, Editorial Ledares, 1964 (OCLC 977586199)
- (es) Leda Valladares, Camalma; poemas y otros sondajes, Buenos Aires, Editorial Rodolfo Alonso, 1972 (OCLC 1224516)
- (es) Leda Valladares, Autopresentación, Tucumán, Argentina, Centro de Historia y Pensamiento Argentinos, Universidad Nacional de Tucumán, Facultad de Filosofía y Letras, 1978 (OCLC 12718087)

### Discographie
- 1954 : Chants d'Argentine (Le Chant du Monde LDY-M-4021). [1]
- 1955 : Sous le ciel de l'Argentine [ Bajo los cielos de la Argentina ] (London International FS 123619 / WB 9113). [1]
- 1957 : Entre valles y quebradas, vol. 1 et 2 (Disc Jockey Estrellas 10071, 15052). [2]
- 1958 : Canciones del tiempo de Maricastaña (Disc Jockey 77076). [2]
- 1959 : Leda y María cantan villancicos (EP) (Disc Jockey TD 1007). [2]
- 1960 : Canciones de Tutú Marambá (EP) (Disco Plin s / n) [2]
- 1962 : Canciones para mirar (Disco Plin 102). [2]
- 1962 : Doña Disparate y Bambuco (EP) (Disco Plin 103). [2]
- 1963 : Navidad para los chicos (EP) (Abril Fonorama Bolsillitos 502). [2]

### Autres ouvrages
- 1964 : Partition musicale El reñidero pour la pièce de 1962 de Sergio De Cecco [ es ] . [3]
- 1960–1974 : Mapa musical de la Argentina, Melopea Records dirigé par Litto Nebbia (réédité en 2001 par Discos del Rojas et Melopea): [4] [5]